# Franck de Almeida
Franck Caldeira de Almeida (né le 6 février 1983 à Sete Lagoas) est un marathonien brésilien.
Déjà jeune il parcourait de longues distances en courant. À 19 ans, il fut deuxième au Meia Maratona de Rio de Janeiro en 2002. Depuis lors il s'est maintenu dans l'élite brésilienne, comme le prouvent le 10 000 mètres et les courses de rue.

## Titres
- 2003 - Vainqueur du Volta Internacional de Pampulha.
- 2004 - Vainqueur du Marathon de São Paulo.
- 2005 - Vainqueur du 10 000 mètres au Troféu Brasil de Atletismo.
- 2006 - Vainqueur du Meia Maratona de Rio de Janeiro, du Volta Internacional de Pampulha et de la Corrida de la Saint-Sylvestre.
- 2007 - Vainqueur du Meia Maratona de Rio de Janeiro.